# Richard Graham Frost
Richard Graham Frost (* 29. Dezember 1851 in St. Louis, Missouri; † 1. Februar 1900 ebenda) war ein US-amerikanischer Politiker. Zwischen 1879 und 1883 vertrat er den Bundesstaat Missouri im US-Repräsentantenhaus.

## Werdegang
Richard Frost besuchte das St. John’s College in New York City und studierte danach an der Universität London in England. Nach einem anschließenden Jurastudium an der St. Louis Law School und seiner Zulassung als Rechtsanwalt begann er in St. Louis in diesem Beruf zu arbeiten. Gleichzeitig schlug er als Mitglied der Demokratischen Partei eine politische Laufbahn ein. Im Jahr 1876 kandidierte er erfolglos gegen den Republikaner Lyne Metcalfe für den Kongress. Auch eine Wahlanfechtung blieb erfolglos.
Bei den Kongresswahlen des Jahres 1878 wurde Frost dann aber im dritten Wahlbezirk von Missouri in das US-Repräsentantenhaus in Washington, D.C. gewählt, wo er am 4. März 1879 Metcalfes Nachfolge antrat. Nach einer Wiederwahl konnte er bis zum 2. März 1883 fast zwei Legislaturperioden im Kongress absolvieren. Bei seiner Wiederwahl im Jahr 1880 hatte sein Gegenkandidat Gustavus Sessinghaus Einspruch gegen das Wahlergebnis eingelegt. Diesem wurde am vorletzten Tag der Legislaturperiode, am 2. März 1883, stattgegeben. Damit musste Richard Frost sein Mandat einen Tag vor dem offiziellen Ende der Amtszeit an Sessinghaus abtreten, der dann für diesen einen Tag Kongressabgeordneter wurde.
Nach seinem Ausscheiden aus dem US-Repräsentantenhaus praktizierte Richard Frost wieder als Anwalt. Politisch ist er nicht mehr in Erscheinung getreten. Er starb am 1. Februar 1900 in St. Louis, wo er auch beigesetzt wurde.